# Sortilin 1
Sortilin je protein koji je kod ljudi kodiran  genom. SORT1 locus pokazuje najjaču vezu sa lipoproteinima seruma. U hepatocitima, sortilin učestvuje u presekretornog degradaciji formirajućih  čestica.
Ovaj protein je multi-ligandni tip-1 receptora, koji je sličan karboksipeptidaznom Y sortirajućim receptoru kvasca (Vps10 proteinu). To je transmembranski protein trans-Goldžijeve mreže (TGN), koji vezuje brojne nevezane ligande koji učestvuju u širokom nizu ćelijskih procesa; međutim, njemu nedostaju tipične osobine signalnog receptora. U TGN furin posreduje aktivaciju formirane vezujuće forme proteina. Protein se sastoji od velikog luminalnog domena, transmembranskog segmenta i kratkog -terminalnog citoplazmatičnog repa. Luminalni domen se sastoji od cisteinom-bogatog regiona sličnog sa dva corespondirajuća segmenta u kvaščevom Vps10p. Citoplazmatični rep je sličan sa odgovarajućim segmentom katjon-nezavisnog manoza 6-fosfatnog receptora, i rep takođe interaguje sa VHS domenima GGA (Goldži-vezanim, gama-adaptin homolognim, ARF-interagujućim) proteinima.

U melanocitnim ćelijama izražavanje SORT1 gena može da bude regulisano putem .

## Interakcije
Za sortilin 1 je bilo pokazano da interaguje sa  i GGA2.

## Literatura
- Vincent JP, Mazella J, Kitabgi P (1999). „Neurotensin and neurotensin receptors.”. Trends Pharmacol. Sci. 20 (7): 302—9. PMID 10390649. doi:10.1016/S0165-6147(99)01357-7.
- J, Mazella (2001). „Sortilin/neurotensin receptor-3: a new tool to investigate neurotensin signaling and cellular trafficking?”. Cell. Signal. 13 (1): 1—6. PMID 11257441. doi:10.1016/S0898-6568(00)00130-3.
- CM, Petersen; Nielsen MS; A, Nykjaer;  . (1997). „Molecular identification of a novel candidate sorting receptor purified from human brain by receptor-associated protein affinity chromatography.”. J. Biol. Chem. 272 (6): 3599—605. PMID 9013611. doi:10.1074/jbc.272.6.3599.
- Lin BZ, Pilch PF, Kandror KV (1997). „Sortilin is a major protein component of Glut4-containing vesicles.”. J. Biol. Chem. 272 (39): 24145—7. PMID 9305862. doi:10.1074/jbc.272.39.24145.
- J, Tauris; Ellgaard L; C, Jacobsen;  . (1998). „The carboxy-terminal domain of the receptor-associated protein binds to the Vps10p domain of sortilin.”. FEBS Lett. 429 (1): 27—30. PMID 9657377. doi:10.1016/S0014-5793(98)00559-6.
- J, Mazella; Zsürger N; V, Navarro;  . (1998). „The 100-kDa neurotensin receptor is gp95/sortilin, a non-G-protein-coupled receptor.”. J. Biol. Chem. 273 (41): 26273—6. PMID 9756851. doi:10.1074/jbc.273.41.26273.
- Munck Petersen C; MS, Nielsen; Jacobsen C;  . (1999). „Propeptide cleavage conditions sortilin/neurotensin receptor-3 for ligand binding.”. EMBO J. 18 (3): 595—604. PMC 1171152 . PMID 9927419. doi:10.1093/emboj/18.3.595.
- MS, Nielsen; Jacobsen C; G, Olivecrona;  . (1999). „Sortilin/neurotensin receptor-3 binds and mediates degradation of lipoprotein lipase.”. J. Biol. Chem. 274 (13): 8832—6. PMID 10085125. doi:10.1074/jbc.274.13.8832.
- MS, Nielsen; Madsen P; EI, Christensen;  . (2001). „The sortilin cytoplasmic tail conveys Golgi-endosome transport and binds the VHS domain of the GGA2 sorting protein.”. EMBO J. 20 (9): 2180—90. PMC 125444 . PMID 11331584. doi:10.1093/emboj/20.9.2180.
- Takatsu H, Katoh Y, Shiba Y, Nakayama K (2001). „Golgi-localizing, gamma-adaptin ear homology domain, ADP-ribosylation factor-binding (GGA) proteins interact with acidic dileucine sequences within the cytoplasmic domains of sorting receptors through their Vps27p/Hrs/STAM (VHS) domains.”. J. Biol. Chem. 276 (30): 28541—5. PMID 11390366. doi:10.1074/jbc.C100218200.
- Hampe W, Rezgaoui M, Hermans-Borgmeyer I, Schaller HC (2001). „The genes for the human VPS10 domain-containing receptors are large and contain many small exons.”. Hum. Genet. 108 (6): 529—36. PMID 11499680. doi:10.1007/s004390100504.
- T, Shiba; Takatsu H; T, Nogi;  . (2002). „Structural basis for recognition of acidic-cluster dileucine sequence by GGA1.”. Nature. 415 (6874): 937—41. PMID 11859376. doi:10.1038/415937a.
- S, Maeda; Nobukuni T; Shimo-Onoda K;  . (2002). „Sortilin is upregulated during osteoblastic differentiation of mesenchymal stem cells and promotes extracellular matrix mineralization.”. J. Cell. Physiol. 193 (1): 73—9. PMID 12209882. doi:10.1002/jcp.10151.
- Martin S, Navarro V, Vincent JP, Mazella J (2002). „Neurotensin receptor-1 and -3 complex modulates the cellular signaling of neurotensin in the HT29 cell line.”. Gastroenterology. 123 (4): 1135—43. PMID 12360476. doi:10.1053/gast.2002.36000.
- Navarro V, Vincent JP, Mazella J (2003). „Shedding of the luminal domain of the neurotensin receptor-3/sortilin in the HT29 cell line.”. Biochem. Biophys. Res. Commun. 298 (5): 760—4. PMID 12419319. doi:10.1016/S0006-291X(02)02564-0.
- RL, Strausberg; Feingold EA; LH, Grouse;  . (2003). „Generation and initial analysis of more than 15,000 full-length human and mouse cDNA sequences.”. Proc. Natl. Acad. Sci. U.S.A. 99 (26): 16899—903. PMC 139241 . PMID 12477932. doi:10.1073/pnas.242603899.
- Martin S, Vincent JP, Mazella J (2003). „Involvement of the neurotensin receptor-3 in the neurotensin-induced migration of human microglia.”. J. Neurosci. 23 (4): 1198—205. PMID 12598608.
- S, Lefrancois; Zeng J; AJ, Hassan;  . (2004). „The lysosomal trafficking of sphingolipid activator proteins (SAPs) is mediated by sortilin.”. EMBO J. 22 (24): 6430—7. PMC 291824 . PMID 14657016. doi:10.1093/emboj/cdg629.